# Bit (časopis)
Bit byl slovenský časopis pro uživatele počítačů ZX Spectrum, Didaktik M, Didaktik Gama, Amiga 500 - 2000, Atari ST, STE, Commodore 64, Atari XE, XL, od pozdějších čísel i pro uživatele počítačů PC. Vydavatelem časopisu byla společnost Ultrasoft, časopis byl vydáván od října 1991 do prosince 1994. Časopis má přiděleno ISSN 1210-0242.
Časopis od začátku tisklo výrobní družstvo Didaktik Skalica, později tisk přešel do společnosti Slovenská Grafia a. s.

## Obsah časopisu
Jedná se především o herní časopis, takže většina časopisu je věnována recenzím her a připravovaným novinkám. Jedna nebo dvě recenze v časopise byly velmi rozsáhlé, v časopise jsou nazývány jako megarecenze. Část recenzí samozřejmě byla věnována i programům vydávaným společností Ultrasoft. V každém čísle časopisu byl plakát, který souvisel s některou z recenzovaných her. Část časopisu je také věnována popisu hardware a programování. Pravidelnými rubrikami byly rubriky Listárna a Z koša na odpadky, což byla recenze nepovedené hry.
V počátcích časopisu se většina článků týkala především ZX Spectra, později se časopis zaměřil hlavně na počítače Amiga a PC a ostatním platformám se věnoval pouze okrajově.